# 羅斯福縣 (蒙大拿州)
羅斯福縣（英語：Roosevelt County）是美國蒙大拿州東部的一個縣，東鄰北達科他州。面積6,137平方公里。根據美國2000年人口普查，共有人口10,620。縣治窩夫岬 (Wolf Point)。
成立於1919年2月18日。縣名紀念第二十六任總統西奧多·羅斯福。